# Chesham and Amersham
Circonscription parlementaire de la Chambre des communes
La circonscription de Chesham and Amersham est une circonscription parlementaire britannique située dans le Buckinghamshire.
Après une vacance liée à la mort en cours de mandat de Cheryl Gillan du Parti conservateur en 2021, une élection partielle s'est déroulé le 17 juin 2021 et a conduit à la victoire de Sarah Green du Parti des Libéraux-démocrates. Cette victoire est la première défaite du Parti conservateur dans cette circonscription depuis sa création.

## Members of Parliament
| Élection | Élection | Membre,            | Membre, | Parti               |
| -------- | -------- | ------------------ | ------- | ------------------- |
|          | Fev 1974 | Sir Ian Gilmour    |         | Conservateur        |
|          | 1992     | Dame Cheryl Gillan |         | Conservateur        |
|          | 2021     | Sarah Green        |         | Libéraux-démocrates |

## Élections

### Élections dans les années 2010
| Parti         | Parti                | Candidat             | Voix   | %    | ±    |
| ------------- | -------------------- | -------------------- | ------ | ---- | ---- |
|               | Conservateur         | Cheryl Gillan        | 30,850 | 55,4 | 5.3  |
|               | Libéral Démocrate    | Dan Gallagher        | 14,627 | 26,3 | 13.3 |
|               | Travailliste         | Matt Turmaine        | 7,166  | 12,9 | 7.7  |
|               | Green                | Alan Booth           | 3,042  | 5,5  | 2.5  |
| Majorité      | Majorité             | Majorité             | 16,223 | 29,1 | 11.0 |
| Participation | Participation        | Participation        | 55,978 | 76,8 | 0.3  |
|               | Conservateur retenir | Conservateur retenir | Swing  | 9.3  |      |

| Parti         | Parti                | Candidat             | Voix   | %    | ±    |
| ------------- | -------------------- | -------------------- | ------ | ---- | ---- |
|               | Conservateur         | Cheryl Gillan        | 33,514 | 60,7 | 1.6  |
|               | Travailliste         | Nina Dluzewska       | 11,374 | 20,6 | 7.9  |
|               | Libéral Démocrate    | Peter Jones          | 7,179  | 13,0 | 4.0  |
|               | Green                | Alan Booth           | 1,660  | 3,0  | 2.5  |
|               | UKIP                 | David Meacock        | 1,525  | 2,8  | 10.9 |
| Majorité      | Majorité             | Majorité             | 22,140 | 40,1 | 5.3  |
| Participation | Participation        | Participation        | 55,252 | 77,1 | 4.4  |
|               | Conservateur retenir | Conservateur retenir | Swing  | 3.1  |      |

| Parti         | Parti                | Candidat             | Voix   | %    | ±     |
| ------------- | -------------------- | -------------------- | ------ | ---- | ----- |
|               | Conservateur         | Cheryl Gillan        | 31,138 | 59,1 | -1.3  |
|               | UKIP                 | Alan Stevens         | 7,218  | 13,7 | +9.6  |
|               | Travailliste         | Ben Davies           | 6,712  | 12,7 | +7.1  |
|               | Libéral Démocrate    | Kirsten Johnson      | 4,761  | 9,0  | -19.5 |
|               | Green                | Gill Walker          | 2,902  | 5,5  | +4.0  |
| Majorité      | Majorité             | Majorité             | 23,920 | 45,4 | +13.5 |
| Participation | Participation        | Participation        | 52,731 | 72,7 | -1.9  |
|               | Conservateur retenir | Conservateur retenir | Swing  | -5.5 |       |

| Parti         | Parti                | Candidat              | Voix   | %    | ±    |
| ------------- | -------------------- | --------------------- | ------ | ---- | ---- |
|               | Conservateur         | Cheryl Gillan         | 31,658 | 60,4 | +6.8 |
|               | Libéral Démocrate    | Tim Starkey           | 14,948 | 28,5 | +2.3 |
|               | Travailliste         | Anthony Gajadharsingh | 2,942  | 5,6  | -8.0 |
|               | UKIP                 | Alan Stevens          | 2,129  | 4,1  | +0.9 |
|               | Green                | Nick Wilkins          | 767    | 1,5  | -2.0 |
| Majorité      | Majorité             | Majorité              | 16,710 | 31,9 | +2.6 |
| Participation | Participation        | Participation         | 52,444 | 74,6 | +6.6 |
|               | Conservateur retenir | Conservateur retenir  | Swing  |      |      |

### Élections dans les années 2000
| Parti         | Parti                | Candidat             | Voix   | %    | ±    |
| ------------- | -------------------- | -------------------- | ------ | ---- | ---- |
|               | Conservateur         | Cheryl Gillan        | 25,619 | 54,4 | +3.9 |
|               | Libéral Démocrate    | John Ford            | 11,821 | 25,1 | +0.8 |
|               | Travailliste         | Rupa Huq             | 6,610  | 14,0 | -4.8 |
|               | Green                | Nick Wilkins         | 1,656  | 3,5  | +1.0 |
|               | UKIP                 | David Samuel-Camps   | 1,391  | 3,0  | 0.0  |
| Majorité      | Majorité             | Majorité             | 13,798 | 29,3 | +3.1 |
| Participation | Participation        | Participation        | 47,097 | 68,0 | +3.3 |
|               | Conservateur retenir | Conservateur retenir | Swing  |      |      |

| Parti         | Parti                | Candidat             | Voix   | %    | ±     |
| ------------- | -------------------- | -------------------- | ------ | ---- | ----- |
|               | Conservateur         | Cheryl Gillan        | 22,867 | 50,5 | +0.1  |
|               | Libéral Démocrate    | John Ford            | 10,985 | 24,3 | +0.4  |
|               | Travailliste         | Kenneth Hulme        | 8,497  | 18,8 | -0.9  |
|               | UKIP                 | Ian Harvey           | 1,367  | 3,0  | +1.8  |
|               | Green                | Nick Wilkins         | 1,114  | 2,5  | N/A   |
|               | ProLife Alliance     | Gillian Duval        | 453    | 1,0  | N/A   |
| Majorité      | Majorité             | Majorité             | 11,882 | 26,2 | -0.35 |
| Participation | Participation        | Participation        | 45,283 | 64,7 | -9.9  |
|               | Conservateur retenir | Conservateur retenir | Swing  |      |       |

### Élections dans les années 1990
| Parti         | Parti                | Candidat             | Voix   | %     | ±      |
| ------------- | -------------------- | -------------------- | ------ | ----- | ------ |
|               | Conservateur         | Cheryl Gillan        | 26,298 | 50,38 | -12.92 |
|               | Libéral Démocrate    | Michael Brand        | 12,439 | 23,83 | -0.67  |
|               | Travailliste         | Paul Farrelly        | 10,240 | 19,62 | +9.22  |
|               | Référendum           | Paul Andrews         | 2,528  | 4,84  | n/a    |
|               | UKIP                 | C Shilson            | 618    | 1,18  | n/a    |
|               | Natural Law          | Hugh Godfrey         | 74     | 0,14  | -0.26  |
| Majorité      | Majorité             | Majorité             | 13,859 | 26,55 | -12.25 |
| Participation | Participation        | Participation        | 52,197 | 74,54 | -7.36  |
|               | Conservateur retenir | Conservateur retenir | Swing  |       |        |

| Parti         | Parti                | Candidat             | Voix   | %    | ±    |
| ------------- | -------------------- | -------------------- | ------ | ---- | ---- |
|               | Conservateur         | Cheryl Gillan        | 36,273 | 63,3 | +1.2 |
|               | Libéral Démocrate    | Andrew Ketteringham  | 14,053 | 24,5 | −2.6 |
|               | Travailliste         | Candy Atherton       | 5,931  | 10,4 | +1.0 |
|               | Green                | CL Strickland        | 753    | 1,3  | −0.1 |
|               | Natural Law          | MTL Griffith-Jones   | 255    | 0,4  | N/A  |
| Majorité      | Majorité             | Majorité             | 22,220 | 38,8 | +3.8 |
| Participation | Participation        | Participation        | 57,265 | 81,9 | +4.6 |
|               | Conservateur retenir | Conservateur retenir | Swing  | +1.9 |      |

### Élections dans les années 1980
| Parti         | Parti                | Candidat             | Voix   | %     | ± |
| ------------- | -------------------- | -------------------- | ------ | ----- | - |
|               | Conservateur         | Ian Gilmour          | 34,504 | 62,17 | ' |
|               | Liberal              | Andrew Ketteringham  | 15,064 | 27,14 |   |
|               | Travailliste         | Paul Goulding        | 5,170  | 9,32  |   |
|               | Green                | Ann Darnbrough       | 760    | 1,37  |   |
| Majorité      | Majorité             | Majorité             | 19,440 | 35,03 |   |
| Participation | Participation        | Participation        |        | 77,35 |   |
|               | Conservateur retenir | Conservateur retenir | Swing  |       |   |

| Parti         | Parti                | Candidat             | Voix   | %     | ± |
| ------------- | -------------------- | -------------------- | ------ | ----- | - |
|               | Conservateur         | Ian Gilmour          | 32,435 | 61,04 | ' |
|               | Liberal              | R Bradnock           | 16,556 | 31,15 |   |
|               | Travailliste         | C Duncan             | 4,150  | 7,81  |   |
| Majorité      | Majorité             | Majorité             | 15,879 | 29,88 |   |
| Participation | Participation        | Participation        |        | 75,94 |   |
|               | Conservateur retenir | Conservateur retenir | Swing  |       |   |

### Élections dans les années 1970
| Parti         | Parti                | Candidat             | Voix   | %     | ± |
| ------------- | -------------------- | -------------------- | ------ | ----- | - |
|               | Conservateur         | Ian Gilmour          | 32,924 | 61,43 | ' |
|               | Liberal              | R Bradnock           | 12,328 | 23,00 |   |
|               | Travailliste         | Elizabeth M. Barratt | 7,645  | 14,26 |   |
|               | National Front       | S Clinch             | 697    | 1,30  |   |
| Majorité      | Majorité             | Majorité             | 20,596 | 38,43 |   |
| Participation | Participation        | Participation        |        | 79,72 |   |
|               | Conservateur retenir | Conservateur retenir | Swing  |       |   |

| Parti         | Parti                | Candidat             | Voix   | %     | ± |
| ------------- | -------------------- | -------------------- | ------ | ----- | - |
|               | Conservateur         | Ian Gilmour          | 25,078 | 50,67 | ' |
|               | Liberal              | DA Stoddart          | 14,091 | 28,47 |   |
|               | Travailliste         | JR Poston            | 10,325 | 20,86 |   |
| Majorité      | Majorité             | Majorité             | 10,987 | 22,20 |   |
| Participation | Participation        | Participation        |        | 78,08 |   |
|               | Conservateur retenir | Conservateur retenir | Swing  |       |   |

| Parti         | Parti                                  | Candidat      | Voix   | %     | ± |
| ------------- | -------------------------------------- | ------------- | ------ | ----- | - |
|               | Conservateur                           | Ian Gilmour   | 27,035 | 50,67 | ' |
|               | Liberal                                | DA Stoddart   | 16,619 | 31,15 |   |
|               | Travailliste                           | BM Warshaw    | 9,700  | 18,18 |   |
| Majorité      | Majorité                               | Majorité      | 10,416 | 19,52 |   |
| Participation | Participation                          | Participation |        | 85,03 |   |
|               | Conservateur vainqueur (nouveau siège) |               |        |       |   |